# Ларс Жерсон
Ларс Жерсон (люксемб. Lars Gerson, нар. 5 лютого 1990, Люксембург) — норвезький і люксембурзький футболіст, захисник, півзахисник шведського клубу «Норрчепінг» і національної збірної Люксембургу.

## Клубна кар'єра
Народився 1990 року в Люксембурзі в родині люксембуржця і норвежки. Починав займатися футболом на батьківщині матері, у клубній академії «Конгсвінгера». У дорослому футболі дебютував 2008 року виступами за основну команду цього клубу, в якій провів чотири сезони, взявши участь у 58 матчах чемпіонату. 
Своєю грою за «Конгсвінгер» привернув увагу представників тренерського штабу шведського «Норрчепінга», до складу якого приєднався 2012 року. Відіграв за команду з Норрчепінга наступні три сезони своєї ігрової кар'єри. Більшість часу, проведеного у складі «Норрчепінга», був основним гравцем команди.
2015 року уклав контракт з клубом «ГІФ Сундсвалль», у складі якого провів наступні три роки своєї кар'єри гравця.
До складу клубу «Норрчепінг» приєднався 2018 року. Станом на 5 грудня 2018 року відіграв за команду з Норрчепінга 24 матчі в національному чемпіонаті.

## Виступи за збірну
2008 року дебютував в офіційних матчах у складі національної збірної Люксембургу.